# 塞里福斯島

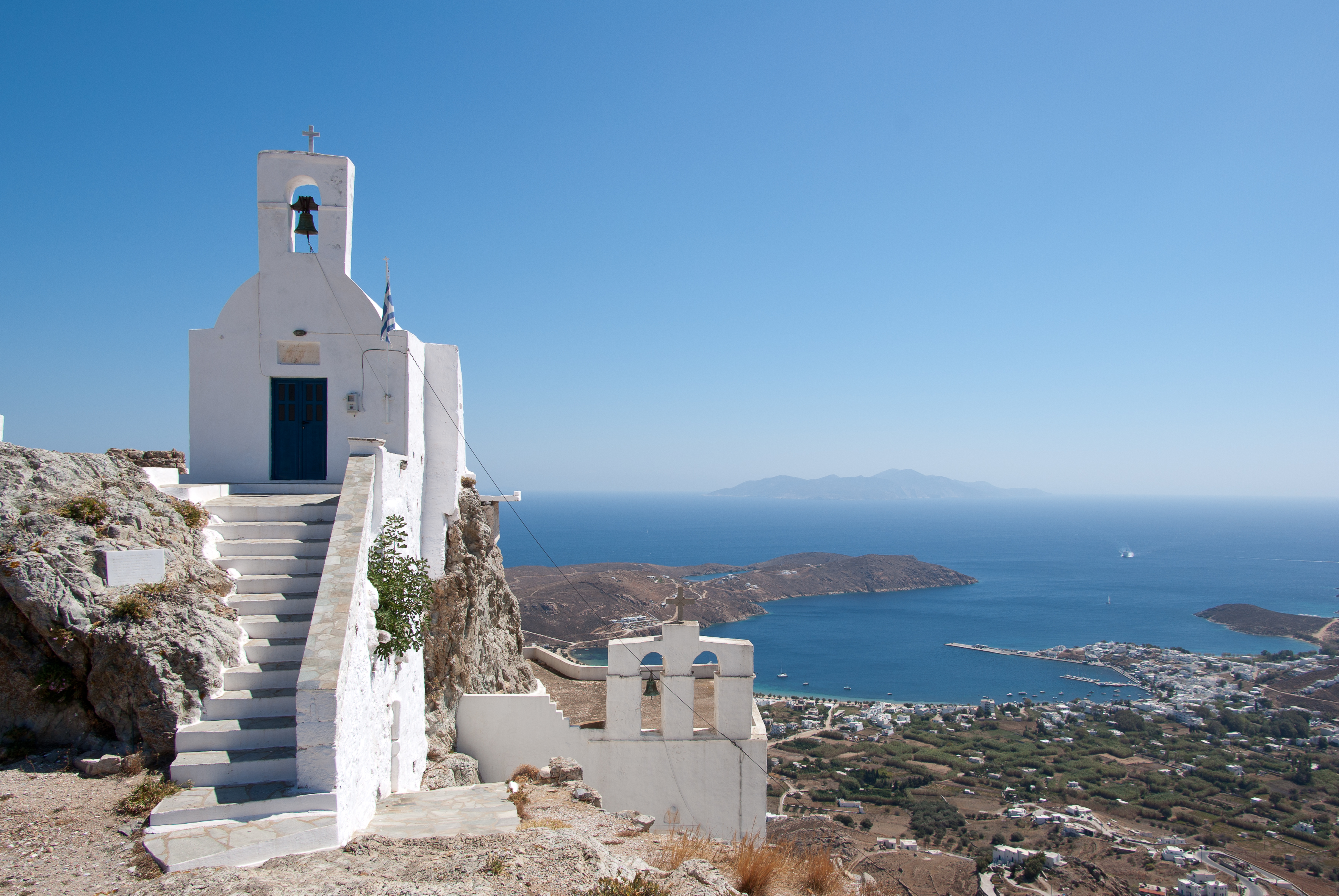

塞里福斯島，是希臘的島嶼，位於愛琴海，由南愛琴大區負責管轄，屬於基克拉澤斯群島的一部分，長13公里、寬10公里，面積75.21平方公里，2001年人口1,414。

## 外部連結
- Official website （希腊文）
- Seriphos in Googlemaps （页面存档备份，存于）